# Karmelitenkloster Roquebrune
Das Karmelitenkloster Roquebrune (auch: Saint-Désert Notre-Dame-de-Pitié) war von 1922 bis 1947 ein Kloster der Kamaldulenser und ist seit 1948 eine Einsiedelei der Karmeliten in Roquebrune-sur-Argens (Bistum Fréjus-Toulon) im Département Var in Frankreich.

## Geschichte

### Einsiedelei und Wallfahrt
Ein aus Genua stammender Einsiedler ließ sich um 1600, von Lérins kommend, auf einem Hügel südlich Roquebrune-sur-Argens nieder, der die Mündungseben des Argens dominiert. 1649 wurde am Ort eine Kapelle fertiggestellt und 1651 eine Einsiedelei bezogen, die bis 1704 besiedelt war. Am zum Wallfahrtsort Notre-Dame-de-Pitié (Maria Mitleid) entwickelten Standort wurde 1707 die Kapelle erweitert. 

### Kamaldulenser
Im Zuge der Französischen Revolution gingen die Gebäude 1795 in private Hände über, die weitere Bauten hinzufügten. 1922 erwarben die aus Italien kommenden Kamaldulenser das Anwesen und bauten sieben Einsiedlerhäuschen hinzu. Die Marienstatue wurde 1931 von Bischof Augustin Simeone feierlich gekrönt.

### Karmeliten
Nach Rückkehr der Kamaldulenser nach Italien 1947 folgten ihnen 1948 französische Karmeliten (Carmes Déchaux) aus der Provinz Avignon Aquitaine nach, die dort seitdem einen Saint-Désert (Heilige Wüste) leben, eine Lebensform, die den Kartäusern ähnlich ist. Gottesdienst und Chorgebet finden in der Kapelle Maria Mitleid statt. Das Kloster verfügt über ein Gemälde der Pietà (auch: Vesperbild), sowie über zahlreiche Votivtafeln.